# Menu drop-down
Um menu drop-down ou menu suspenso é um elemento de interface que é similar a uma lista, que permite que o usuário escolha um valor de uma lista de opções que "cai para baixo". Quando o menu drop-down está inativo, ele esconde as opções do menu, economizando espaço na tela. Quando ativado, ele mostra uma lista de opções que "cai", onde o usuário pode selecionar uma das opções para que o sistema possa o que  a intenção do mesmo?
Este tipo de menu pode ser visualizado com frequência em diversos programas, como navegadores de Internet, sistemas operacionais e demais sistemas de diversas plataformas.